# Исаак Лакедем (роман)
«Исаа́к Лакеде́м» (фр. Isaac Laquedem) — незаконченный приключенческий роман Александра Дюма.
Впервые публиковался в политическом ежедневнике «Конституционалист» («Le Constitutionnel») с 10 декабря 1852 по 11 марта 1853 гг. Затем парижское издательство «Librairie Theatrale» выпустило его отдельной книгой (1853).
Поднимаемые в романе темы — скитание, непокорность, бессмертие, смена старого мира новым порядком — темы, непривычные для Дюма и сбивающие с толку любителей «Трёх мушкетёров». Этим объясняется, почему роман так мало пользуется популярностью среди издателей в сравнении с другими произведениями Дюма.

## Время действия
Повествование начинается в 1469 году, но с 7-й главы разворачивается широкая картина описания истории человечества от основания Иерусалима.

## Сюжет
Фантастический роман Дюма посвящён истории Вечного жида, который именует себя Исаак Лакедем. Дюма рассказывает о жизни Иисуса и его воскресении. Проклятый Спасителем, Исаак пускается в вечные странствия. Он встречается с волшебником Аполлонием Тианским, который помогает ему спуститься в недра земли, где Исаак находит трёх богинь-Парок, прядущих нити человеческой жизни. Узнав о том, что на земле появился новый бог, богини умирают. Но перед этим они дают Исааку возможность воскресить царицу Клеопатру. Вместе с ней он отправляется в Рим, — Клеопатра должна обольстить Нерона под именем Поппеи, а сам Исаак станет одним из придворных.
На этом история Исаака обрывается — задуманная Дюма эпопея осталась неоконченной. Автор предполагал написать роман в пяти частях, где глазами Исаака Лакедема была бы показана вся история мира — Римская империя, королевство Карла Великого, царствование Карла IX, походы Наполеона и будущее — гибель человечества.